# Republica (metrostation)
Republica is een metrostation in Boekarest, dat bediend wordt door metrolijn 1.
Het station werd geopend op 28 december 1981 en ligt in Sector 3, in het uiterste oosten van de stad. Station Republica is genoemd naar de gelijknamige machinefabriek in de omgeving.
Het station is het eindpunt van de reguliere dienst van de M1; tussen Republica en het net buiten de stadsgrens gelegen station Pantelimon rijdt tussen 5:00 en 9:00 en van 14:00 tot 19:00 uur een pendeltrein, met een frequentie van een kwartier. In mei 2021 is gebleken dat buiten deze pendeluren onregelmatig en onaangekondigd ongeveer de helft van de treinen doorrijden naar station Pantelimon. 
De dichtstbijzijnde stations zijn Costin Georgian en Pantelimon.
Van Dristor 2 tot Pantelimon:
Dristor 2 · Piața Muncii · Iancului · Obor · Ştefan cel Mare · Piața Victoriei · Gara de Nord 1 · Basarab · Crângaşi · Semănătoarea · Grozăveşti · Eroilor · Izvor · Piaţa Unirii · Timpuri Noi · Mihai Bravu · Dristor 1 · Nicolae Grigorescu · Titan · Costin Georgian · Republica · Pantelimon